# 群山空港
群山空港（クンサンくうこう、朝: 군산공항、英: Gunsan Airport）は、大韓民国の全北特別自治道群山市にある軍民両用の空港。駐韓アメリカ空軍の群山空軍基地（Kunsan Air Base）に位置するため、空港ターミナルと滑走路は分離されている。

## 概要
韓国の南西部にあり、ソウル特別市からは240kmほど離れている。烏山空軍基地と並ぶ、太平洋空軍傘下のアメリカ第7空軍の主力基地の一つである。F-16Cを装備した第8戦闘航空団（第35戦闘飛行隊、第80戦闘飛行隊）が所在している。なお、第8戦闘航空団は対地攻撃および空対空戦闘の双方を任務としている。
民間空港としても供用され、大韓航空が済州島との間に、1日に1、2往復の旅客機を運航している。かつてはソウル、釜山との間にも運航されていた。

## 歴史

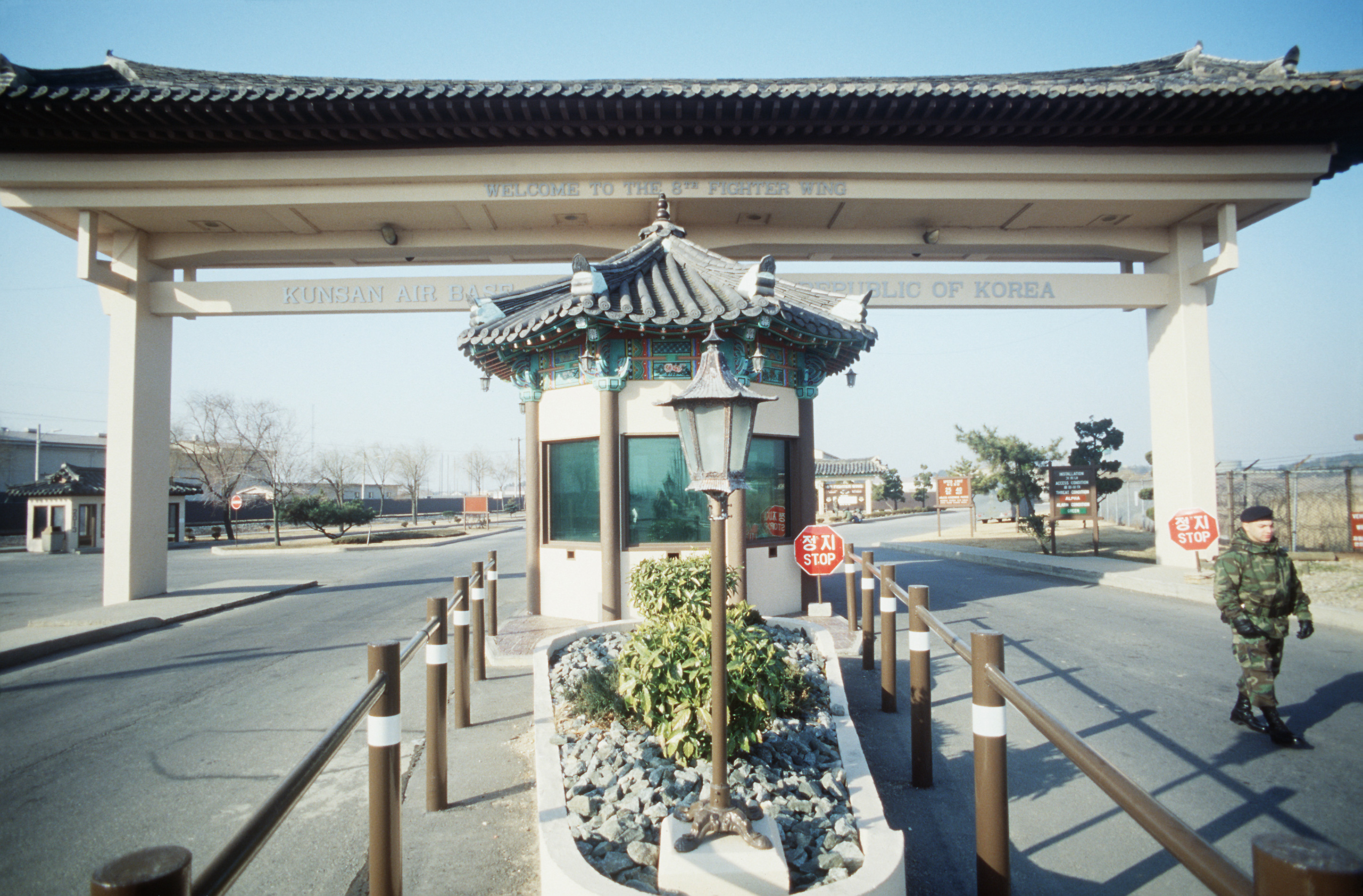
群山基地の正門（1995年）

群山空港は、1938年に設営された日本軍の航空基地を基にしている。1945年以降はアメリカ軍が駐留し、小規模な連絡基地として使用していた。
1950年6月25日の朝鮮戦争勃発後、北朝鮮軍の迅速な進撃により、群山基地は1950年7月13日に占領された。その後、10月にアメリカ第24師団が基地を奪回している。1951年より基地の整備・拡張が開始され、第27飛行場群や第808航空設営大隊により、5,000フィート（約1,520m）の滑走路が整備された。8月にはB-26を装備した第3爆撃航空団の展開が開始されている。その後も、海兵隊航空団やF-84を装備した戦闘爆撃航空隊などが展開している。
朝鮮戦争終結後は、部隊の撤退が続き、1958年に滑走路が9,000フィート（約2,740m）に延長されたものの、1960年代には韓国空軍のF-86部隊が展開していたのみであった。なお、プエブロ号事件の際には、一時的にF-100が配備された。これ以降、基地は再び活性化し、断続的ではあるものの、部隊のローテーションが行われた。1974年にタイ王国の基地より第8戦闘航空団に移駐し、今日に至っている。

## 駐留部隊
- 第7空軍(7th AF)
  - 第8戦闘航空団(8th Fighter Wing)
    - 第8作戦群(8th Operations Group) (Tail Code: WP)
      - 第35戦闘飛行隊(35th Fighter Squadron (35 FS)) (F-16C/D, Blue tail stripe)
      - 第80戦闘飛行隊(80th Fighter Squadron (80 FS)) (F-16C/D, Gold tail stripe)

    - 第8整備群(8th Maintenance Group)
    - 第8任務支援群(8th Mission Support Group)
    - 第8医療群(8th Medical Group)

## 就航航空会社・路線

### 国内線
| 航空会社       | 就航地                        |
| -------------- | ----------------------------- |
| イースター航空 | 済州（2023年10月1日より運航） |
| ジンエアー     | 済州                          |